# Беатрис (графиня де Шалон)
Беатриса де Шалон (Beatrix de Chalon) (ум.07.04.1227) – графиня Шалона с 1203.
Согласно книге Histoire civile et ecclésiastique, ancienne et moderne de la ville et cité de Chalon-sur-Saône. Tome 2, - дочь (единственный ребёнок) графа Шалона Гильома III и его жены, имя и происхождение которой не выяснены.
Около 1186 года вышла замуж за Стефана III, графа Осона.
Согласно той же книге в 1192 году её отец Гильом III, вернувшийся из Святой земли после участия в крестовом походе, передал дочери управление графством и удалился на покой в монастырь Клюни.
В 1197 году Беатриса развелась со  Стефаном III, и в 1200 году вышла замуж за Гильома III де Барр, сеньора д’Уассери.
В 1203 году умер её отец Гильом III, и она стала полноправной графиней Шалона.
 Дети от первого мужа:
- Стефан, умер в 1205 или 1206 г.
- Агнес (ум.1218/23), жена Ришара III, графа Монбельяра.
- Клеменция (ум. после 1235), жена герцога Бертольда V фон Церингена.
- Жан «Старый/Мудрый» (1195-1267), в 1237 году обменял унаследованное от матери  графство Шалон на сеньорию Сален.
- Беатрикс (ум. 1261), жена Эймона III де Фосиньи и Симона де Жуанвиля.

Дети от второго мужа:
- Мария де Барр, дама де ла Ферте-Але.
- Жан де Барр, сеньор д’Уассери.